# Václav Amort
Václav Amort, křtěný Václav Ondřej (26. dubna 1891 Olomouc - 1. prosince 1967 Domažlice), byl český sochař, malíř a autor loutek.

## Život
Václav Amort se narodil v Olomouci jako 13. ze 16 dětí, v rodině sochaře a štukatéra Aloise Amorta a jeho ženy Alžběty rodem Kratochvílové z Domažlic. Začínal už v raném dětství, pomáhal svému otci, pilnému sochaři na jeho sochařských dílech. V dětství přišel do Uherského Hradiště, kde měl jeho otec ateliér a u něhož si prošel praktickou výukou a pracoval na budovách, pomnících i hřbitovních památnících. Následně studoval v Praze na malířské škole (Dec Artes) a kolem roku 1900 byl zde, na zaučenou u svého bratrance Vilíma Amorta.
V roce 1912 převzal po smrti svého otce Aloise Jiřího osiřelou sochařskou dílnu v Uherském Hradišti.
Pro tamější Slovácké muzeum vytvořil řadu plastik a soch v duchu folklorní tradice. Přes všechnu lásku k rodné jižní Moravě odešel v roce 1935 na Chodsko do Domažlic, kde záhy získal popularitu a bylo těžištěm jeho další umělecké tvorby. Vytvořil zde řadu větších i drobnějších realistických a pečlivě provedených prací, např. busty předních historických i soudobých osobností Chodska, plastiky s folkloristickými, ale i náboženskými motivy. Rovněž se podílel na výzdobě veřejných budov (Živnostenská škola v Domažlicích) a veřejných prostranství (busta sochaře J. Rojta v parku před tamním Husovým domem). Kreslil také chodské výšivky a ornamenty. V roce 1945 byl pověřen opravou monumentálního pomníku J. Sladkého Koziny v Újezdu u Domažlic, který byl značně poškozen na konci války. Václav Amort zemřel 1. prosinec 1967 v Domažlicích.
Václav Amort byl autorem četných návrhů pomníků, pamětních desek i návrhů rozličných mincí. Soustředěný zájem věnoval osobnostem, např. B. Němcové, K. H. Borovskému, K. J. Erbenovi, J. Š. Baarovi, ale též postavám naší náboženské minulosti, zvláště B. Janu Rohoví z Domažlic, Janu Blahoslavovi, M. J. Husovi, Komenskému a mnoha dalším.

## Dílo (výběr)
- 1935 Pomník Jakuba Rojta v Domažlicích
- 1937 Pamětní deska Václava Zázvorky v Domažlicích
- 1953 Pamětní deska Ludvíka Čejky v Domažlicích
- 1956 Deska s portrétem Karla Procházky na jeho hrobu